# Noord-Koreaanse hongersnood
De Noord-Koreaanse hongersnood was een grote hongersnood die zich in de jaren 1994-1999 afspeelde in het streng communistische Noord-Korea. Op een bevolking van destijds 22 miljoen inwoners stierven er naar schatting tussen de 1 tot 3 miljoen Noord-Koreanen, ongeveer 4,5 tot 13,6 procent van de toenmalige bevolking.
Oorzaak hiervan is onder meer het toenmalige army-first policy, waarbij de toenmalige leider Kim Jong-il na zijn vaders dood in 1994 voorrang gaf aan het leger om gebruik te maken van de schaarse energie- en voedselvoorraden, ten koste van de bevolking.